# Parfum de violettes
 (mars 2016).
Si vous disposez d'ouvrages ou d'articles de référence ou si vous connaissez des sites web de qualité traitant du thème abordé ici, merci de compléter l'article en donnant les références utiles à sa vérifiabilité et en les liant à la section « Notes et références ».
Pour plus de détails, voir Fiche technique et Distribution.
Parfum de violettes  (Nadie te oye: Perfume de violetas) est un long-métrage mexicain réalisé par Maryse Sistach en 2001, avec lequel elle gagne cinq Ariels. 
Le film cherche à dépeindre les situations problématiques auxquelles font face les femmes issues des milieux sociaux les plus pauvres des zones urbaines du Mexique. Les personnages de ce film sont victimes de situations tragiques dans un environnement où prédominent le machisme, le manque de ressources, l'indifférence, l'ignorance et la pauvreté.

## Synopsis
Le film raconte l'histoire tragique de Yessica et Miriam, deux adolescentes de Mexico qui habitent un quartier pauvre et dangereux. Yessica, jeune fille antisociale et  problématique, arrive dans un collège public et fait la connaissance de Miriam, timide et naïve. Malgré leur personnalité très différente, elles nouent une forte amitié. Celle-ci se voit interrompue lorsque El Topi, un jeune chauffeur de bus, viole Yessica avec Jorge, le demi-frère de cette dernière. 
Yessica, terrorisée et honteuse, préfère passer sous silence ce qui lui est arrivé, ce qui affecte gravement son état psychologique. Yessica ne se sent bien qu'auprès de Miriam, qu'elle  commence à fréquenter de plus en plus. Petit à petit, pourtant, Miriam commence à être gênée par l'amitié de Yessica, qui dégrade ses relations avec sa mère. La situation de Yessica, l'indifférence des adultes et la situation économique précaire des deux jeunes filles finissent par les distancer et par créer un conflit qui se termine en tragédie.

## Fiche technique
- Réalisation : Marisa Sistach sous le pseudo de Maryse Sistach
- Scénario : José Buil et Maryse Sistach (auteurs)
- Pays :  Mexique
- Langue : espagnol
- Format : Couleur  -  Son Dolby Digital
- Genre : Drame
- Durée : 90 minutes
- Dates de sortie : 
  - Mexique  - 11 mars 2001
  - France - 17 décembre 2003

## Distribution
- Ximena Ayala :  Yessica
- Nancy Gutiérrez : Miriam
- Arcelia Ramírez : Alicia, la mère de Miriam
- María Rojo : La mère de Yessica
- Luis Fernando Peña : Jorge
- Gabino Rodríguez : Héctor
- Pablo Delgado : Juan
- Clarisa Malheiros : La prof de Gym
- Soledad González : La directrice